# منطقة غير مترجمة 3'

بنية الرنا الرسول، بمقياس مصغر حقيقي تقريبا للرنا الرسول البشري، حيث طول المنطقة غير المترجمة 3' حوالي 700 نوكليوتيد.

المنطقة غير المترجمة 3' (بالإنجليزية: the three prime untranslated region)‏ (3'-UTR) هي منطقة من الرنا الرسول تلي مباشرة كودون التوقف مع الاتجاه. يُنسخ الرنا الرسول من تسلسل دنا ثم يُترجم لاحقا إلى بروتين. العديد من المناطق في جزيء الرنا الرسول لا تتم ترجمتها إلى بروتين بما في ذلك القبعة 5'، المنطقة غير المترجمة 5' والمنطقة غير المترجمة 3' وذيل عديد الأدينين. تحتوي المنطقة غير المترجمة 3' عادة على عناصر (تسلسلات) تنظيمية والتي تؤثر في التعبير عن الجين ما بعد النسخ.
يمكن أن تؤثر التسلسلات المنظمة في المنطقة غير المترجمة 3' على التذييل بعديد الأدينين، كفاءة الترجمة، مكان واستقرار الرنا الرسول. تحتوي الـ3'-UTR على مناطق ارتباط بروتينات تنظيمية وكذلك مناطق ارتباط جزيئات الرنا الميكروية، بارتباط هذه الأخيرة بمناطق محددة داخل المنطقة غير المترجمة 3' يمكنها تخفيض التعبير الجيني للعديد من جزيئات الرنا الرسول إما بتثبيط الترجمة أو بالتسبب المباشر في تفكيك نسخة الرنا الرسول. لدى الـ3'-UTR كذلك مناطق كواتم ترتبط بها البروتينات الكاظمة وتمنع التعبير عن الرنا الرسول. العديد من المناطق 3' غير المترجمة تحتوي على العناصر الغنية بـAU. تؤثر البروتينات التي ترتبط بهذه العناصر الغنية بـAU على استقرار وتحلل نسخ الرنا بطريقة موضعية أو تؤثر على بدء الترجمة. زيادة على ذلك، تحتوي الـ3'-UTR على التسلسل  AAUAAA الذي يدير إضافة المئات من وحدات الأدينين تسمى ذيل عديد الأدينين إلى نهاية نسخة الرنا الرسول. يرتبط البروتين المرتبط بعديد الأدينين (PABP) بهذا الذيل، ويساهم في تنظيم ترجمة الرنا الرسول، استقراريته وتصديره. على سبيل المثال: يتآثر ذيل عديد الأدينين المرتبط بـPABP مع بروتينات ذات صلة بالنهاية 5' للرنا متسببا في دائرية (اتخاذ بنية دائرية) الرنا الرسول والتي تعزز بدء الترجمة.
يمكن للمنطقة غير المترجمة 3' كذلك جذب بروتينات لوصل الرنا الرسول بالهيكل الخلوي، تصديره إلى النواة أو خارجها، أو تأدية أنواع أخرى من تغيير الموضع. إضافة إلى التسلسللات الموجودة في الـ3'-UTR، تساهم الخصائص الفيزيائية لهذه المنطقة بما فيها طولها وبنيتها الثانوية في تنظيم الترجمة. تضمن هذه الآليات المختلفة للتنظيم الجيني التعبير الصحيح عن الجينات المطلوبة في الخلايا الصحيحة في الأوقات المناسبة.